# Øse
Øse est une localité du comté de Troms, en Norvège.

## Géographie
Administrativement, Øse fait partie de la kommune de Gratangen.